# Gwynne Evans
Gwynne Evans (n. 3 septembrie 1880, Missouri, SUA – d. 21 ianuarie 1965, SUA) a fost un înotător american, medaliat olimpic. A participat la o ediție a Jocurilor Olimpice (1904) în care a câștigat două medalii de bronz.